# Super Seria 2004: Moskwa
Super Seria 2004: Grand Prix Moskwy – indywidualne, pierwsze w 2004 r. zawody siłaczy z cyklu Super
Serii.
Data: 10, 11 lipca 2004

Miejsce: Moskwa  Rosja
WYNIKI ZAWODÓW:
| Miejsce | Zawodnik             | Kraj              | Punkty |
| ------- | -------------------- | ----------------- | ------ |
| 1.      | Mariusz Pudzianowski | Polska            | 89,5   |
| 2.      | Žydrūnas Savickas    | Litwa             | 89     |
| 3.      | Wasyl Wirastiuk      | Ukraina           | 78     |
| 4.      | Raimonds Bergmanis   | Łotwa             | 73,5   |
| 5.      | Svend Karlsen        | Norwegia          | 62     |
| 6.      | Hugo Girard          | Kanada            | 60     |
| 7.      | Magnus Samuelsson    | Szwecja           | 59,5   |
| 8.      | Elbrus Nigmatullin   | Rosja             | 48     |
| 9.      | Mark Philippi        | Stany Zjednoczone | 43,5   |
| 10.     | Anders Johansson     | Szwecja           | 42     |
| 11.     | Oli Thompson         | Anglia            | 31,5   |
| 12.     | Odd Haugen           | Norwegia          | 31     |
| 13.     | Siergiej Flerko      | Rosja             | 20,5   |